# Erna Taege-Röhnisch
Erna Taege-Röhnisch, auch Erna Taege-Roehnisch, geb. Erna Taege (* 12. Januar 1909 in Bebersee; † 4. Mai 1998 in Templin) war eine deutsche Mundartschriftstellerin.

## Leben
1915 wurde sie in eine einklassige Dorfschule eingeschult. Ab 1923 war sie als Waldarbeiterin, ab 1926 als Bürogehilfin tätig. 1928 begann sie, noch in Bebersee, mit ihrem schriftstellerischen Schaffen. Seit 1933 veröffentlichte sie regelmäßig im Heimatjahrbuch Templiner Kreiskalender. 1935 arbeitete sie als Büroangestellte in Berlin. Im Jahr 1937 kehrte sie nach Bebersee zurück und pflegte ihre Mutter. Ab 1939 war sie als Büroangestellte im Forstamt Schorfheide beschäftigt. 1945 kehrte sie mit einem Treck in ihr Heimatdorf zurück. Sie war dann in Bebersee und Groß Dölln als Neulehrerin tätig. In diesem Jahr starb ihre Mutter, ihr Bruder wurde in die Sowjetunion deportiert. 1947 verstarb ihr Vater. Wegen eines ernsten Herzleidens schied sie 1948 aus dem Lehrdienst wieder aus. 1949 heiratete sie den Buchhalter und späteren Museumsdirektor Fritz Röhnisch (1903–1984). Ab 1951 lebte sie in Templin. 

## Werk
1952 begann Erna Taege-Röhnisch ihre Mitarbeit am Brandenburg-Berlinischen Wörterbuch. 1955 nahm sie die Mitarbeit im Volkskundlichen Museum Templin auf und war Teilnehmerin an niederdeutschen Tagungen in Bad Bevensen. 
Als Autorin verfasste sie Lyrik, Erzählungen, Kinderbücher und Romane. In ihren Erzählungen spürt sie den Menschen nach, die den Veränderungen dörflichen Lebens ausgesetzt sind: zwischen natürlichen Abläufen, technischem Fortschritt und gesellschaftlichen Zwängen. Auch ihre Lyrik spiegelt das Bild dörflicher Umwelt. 1969 trat sie in den Ruhestand.

## Auszeichnungen
1938 erhielt sie den Schrifttumspreis der Mark Brandenburg. 1984 wurde ihr der Freudenthal-Preis, 1989 der Fritz-Reuter-Preis des Bezirks Neubrandenburg verliehen. 1992 folgte eine Auszeichnung mit dem Hamburger Fritz-Reuter-Preis. Sie wurde zur Ehrenbürgerin Templins ernannt und war Ehrenmitglied im Verein Glashütte Annenwalde e. V.
Im Gutspark Annenwalde, im Templiner Ortsteil Annenwalde, sind im Zusammenhang mit Kunstwerken des Künstlers Werner Kothe Gedichte Erna Taege-Röhnischs sowie eine Tafel mit ihrer Biografie ausgestellt.

## Werke
- De Handorgel. Ludwig Voggenreiter Verlag, Potsdam 1938.
- Weg in die Stille. Gedichte von Erna Taege. Ludwig Voggenreiter Verlag, Potsdam 1940.
- Wind ümt Huus. Ludwig Voggenreiter Verlag, Potsdam 1942.
- Wind över de Heid. Plattdeutsche Gedichte und Erzählungen. Petermänken-Verlag, Schwerin 1955.
- Unsere schönen sieben Sachen. Herbert Schulze Buch- und Kunstverlag, 1967.
- Thomas und der Gartenschlauch. Herbert Schulze Buch- und Kunstverlag, 1969.
- Tieden un Lüd. Plattdeutsche Gedichte. Hinstorff-Verlag, 1986.
- En Vogel hett sungen. Niederdeutsche Literatur. Hinstorff-Verlag, 1992.
- Mein bunter Vogel Tag. Federchen-Verlag, 2000.